# La vedova Winchester
La vedova Winchester (Winchester) è un film del 2018 scritto e diretto da Michael e Peter Spierig, con protagonista Helen Mirren nei panni dell'ereditiera Sarah Pardee Winchester.

## Trama
Sarah Winchester è la vedova di William, figlio del celebre inventore dell'omonimo fucile Oliver Fisher Winchester, e la madre di Annie, morta in tenera età. A causa di questi due lutti è convinta di essere maledetta dalle anime di tutte le persone morte proprio a causa dei fucili che la famiglia del marito produce. È così che su consiglio di una medium, Sarah fa costruire a San Jose in California una gigantesca magione, la Winchester House, con l'idea di ospitare queste anime. Dopo la morte del marito, la donna accoglie in casa anche Marion Marriot, una sua nipote, e il figlio Henry.
Nel 1906 la società chiama il dottor Eric Prince con lo scopo di valutare la sanità mentale della donna; il consiglio di amministrazione, infatti, non la ritiene sana di mente, quindi incapace di gestire gli affari societari. Eric non si è ancora ripreso dalla morte della moglie Ruby ed è ormai dipendente dal laudano, droga che riesce a procurarsi facilmente grazie alla sua professione. Appena arrivato nella casa, Eric ha una visione di un fantasma che però lui attribuisce alla droga. La notte stessa vede Henry saltare dal tetto della casa, evidentemente preda di una possessione, ma riesce a salvarlo.
Il giorno successivo Eric inizia a parlare con Sarah per studiarne la sanità mentale e la donna ammette la sua paura dei fantasmi ma anche di aver scoperto la dipendenza di Eric e di aver nascosto la droga. Nei giorni successivi, mentre gli operai continuano a lavorare alla casa, continuano i misteriosi incontri con i fantasmi e le rivelazioni della donna che, tra le altre cose, ha una lista di tutte le persone morte a causa del fucile. Marion invece non crede nei fantasmi ma una notte Henry, nuovamente posseduto, tenta di uccidere Sarah con un fucile.
Resasi conto di quanto siano forti e violenti gli spiriti, Sarah decide di allontanarli da sola, e sospende i lavori della nuova ala della casa. Eric, preoccupato, tenta di mettersi in contatto con la società e trova Benjamin, un maggiordomo che si rivela essere il fantasma di un soldato confederato i cui fratelli erano stati uccisi proprio da un fucile Winchester; per vendetta aveva massacrato alcuni lavoratori della fabbrica prima di essere ucciso lui stesso dalla polizia. Era lui il fantasma che possedeva Henry e il massacro era avvenuto in fabbrica nella sala delle vetrine dove erano esposti tutti i modelli di fucile prodotti. La stessa stanza è stata ricostruita identica nella Casa per poter intrappolare e in seguito "liberare" lo spirito di Ben.
Quella stessa notte la città di San Francisco viene colpita da un violento terremoto che danneggia in maniera considerevole anche la casa. Sarah ed Eric si ritrovano separati mentre Henry, ancora posseduto, scappa, seguito dalla madre. Eric incontra altri fantasmi e anche quello della moglie Ruby, scoprendo così che la donna tanto amata era in verità una malata di mente che si era uccisa dopo aver sparato al marito - cosa che aveva cancellato dalla sua mente. Ruby sollecita Eric a prendersi cura di Sarah con la quale riesce a intrappolare Ben. Nel frattempo Marion ha trovato il figlio ma viene accerchiata dai fratelli di Ben. Eric scopre che l'unico mezzo per fermare Ben è quello di usare contro di lui lo stesso proiettile che lo aveva quasi ucciso (è proprio grazie a questa "quasi morte" che lui ora è in grado di vedere tutti gli altri fantasmi e fermarli).
Eric ha concluso il suo lavoro, dichiarando Sarah sana di mente e permettendole di continuare a vivere nella grande casa che sarà continuamente ampliata.

## Produzione
Il 10 maggio 2016 i fratelli Spierig vengono ingaggiati come registi del progetto e lavorano subito alla riscrittura della sceneggiatura. Nel mese di agosto dello stesso anno la compagnia di intrattenimento CBS Films ha acquistato i diritti di distribuzione della pellicola.
Le riprese del film sono iniziate nel marzo 2017 a Melbourne.

## Promozione
Il primo trailer del film viene diffuso il 24 ottobre 2017.

## Distribuzione
La pellicola è stata distribuita nelle sale cinematografiche statunitensi a partire dal 2 febbraio 2018 e in quelle italiane dal 22 febbraio dello stesso anno.

## Riconoscimenti
- 2018 - AACTA Australia Award
  - Candidatura per i migliori costumi a Wendy Cork
  - Candidatura per il miglior trucco e acconciatura a Tess Natoli e Steven Boyle
  - Candidatura per la miglior scenografia a Matthew Putland e Vanessa Cerne